# Dipartimento di Potosí
Potosí è un dipartimento della Bolivia di 823 517 abitanti, che ha come capoluogo Potosí.

## Geografia antropica

### Suddivisioni amministrative

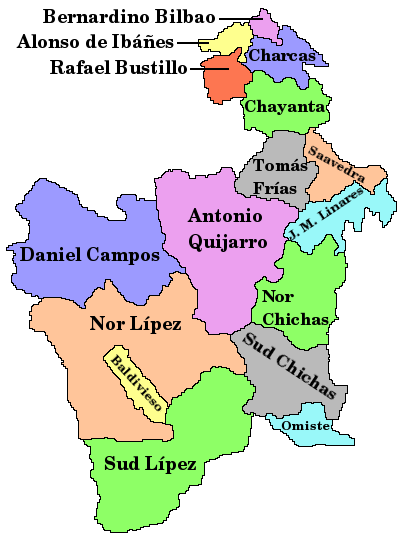
Suddivisione amministrativa in province.

Il dipartimento è diviso in 16 province.
| Provincia          | Capoluogo                | km²    | Popolazione |
| ------------------ | ------------------------ | ------ | ----------- |
| Alonso de Ibáñes   | Sacaca                   | 2 170  | 29 821      |
| Antonio Quijarro   | Uyuni                    | 14 890 | 37 431      |
| Bernardino Bilbao  | Arampampa                | 640    | 10 850      |
| Charcas            | San Pedro de Buena Vista | 2 964  | 41 651      |
| Chayanta           | Colquechaca              | 7 026  | 98 946      |
| Cornelio Saavedra  | Betanzos                 | 2 375  | 61 398      |
| Daniel Campos      | Llica                    | 12 106 | 5 270       |
| Enrique Baldivieso | San Agustín              | 2 254  | 1 827       |
| José María Linares | Puna                     | 5 136  | 50 817      |
| Modesto Omiste     | Villazón                 | 2 260  | 38 364      |
| Nor Chichas        | Cotagaita                | 8 979  | 32 946      |
| Nor Lípez          | Colcha "K"               | 20 892 | 11 594      |
| Rafael Bustillo    | Uncía                    | 2 235  | 75 599      |
| Sud Chichas        | Tupiza                   | 8 516  | 47 005      |
| Sud Lípez          | San Pablo de Lípez       | 22 355 | 5 284       |
| Tomás Frías        | Tinguipaya               | 3 420  | 189 978     |